# Незперс (Айдахо)
Незперс (англ. Nezperce) — окружной центр округа Льюис, штат Айдахо, США. Согласно переписи 2010 года население составляло 466 человек, что на 57 человек меньше, чем в 2000 году.

## География
Незперс расположен по координатам 46°14′00″ с. ш. 116°14′23″ з. д. (46.233464, -116.239733). По данным Бюро переписи населения США в 2010 году город имел площадь 1,04 км², из которых 1,04 км² — суша и 0,00 км² — водоёмы. В 2017 году площадь составила 1,11 км², из которых 1,11 км² — суша и 0,00 км² — водоёмы.

### Климат
| Показатель                    | Янв.  | Фев.  | Март  | Апр. | Май  | Июнь | Июль | Авг. | Сен. | Окт.  | Нояб. | Дек.  | Год   |
| ----------------------------- | ----- | ----- | ----- | ---- | ---- | ---- | ---- | ---- | ---- | ----- | ----- | ----- | ----- |
| Абсолютный максимум, °C       | 16,1  | 19,4  | 24,4  | 30,6 | 32,2 | 34,4 | 39,4 | 41,1 | 36,1 | 30,0  | 21,7  | 15,0  | 41,1  |
| Средний суточный максимум, °C | 1,7   | 4,9   | 8,3   | 12,7 | 17,3 | 21,3 | 27,0 | 27,1 | 21,9 | 14,3  | 6,1   | 1,8   | 13,7  |
| Средний суточный минимум, °C  | −5,8  | −4,1  | −2,2  | 0,6  | 3,9  | 7,1  | 9,3  | 9,1  | 5,5  | 1,4   | −2,4  | −5,3  | 14    |
| Абсолютный минимум, °C        | −28,9 | −28,3 | −23,3 | −8,3 | −6,1 | −1,7 | −0,6 | −3,9 | −7,8 | −17,8 | −25   | −36,1 | −36,1 |
| Среднее число дней с осадками | 12    | 10    | 13    | 12   | 12   | 10   | 5    | 6    | 6    | 9     | 12    | 12    | 119,0 |
| Норма осадков, мм             | 45    | 33    | 45    | 56   | 73   | 58   | 25   | 29   | 32   | 42    | 47    | 41    | 527   |
| Источник: WRCC                |       |       |       |      |      |      |      |      |      |       |       |       |       |

## Демография
| Год переписи | Нас. |  | %±     |
| ------------ | ---- |  | ------ |
| 1910         | 599  |  | —      |
| 1920         | 677  |  | 13%    |
| 1930         | 444  |  | −34,4% |
| 1940         | 590  |  | 32,9%  |
| 1950         | 543  |  | −8%    |
| 1960         | 667  |  | 22,8%  |
| 1970         | 555  |  | −16,8% |
| 1980         | 517  |  | −6,8%  |
| 1990         | 453  |  | −12,4% |
| 2000         | 523  |  | 15,5%  |
| 2010         | 466  |  | −10,9% |
| 2020         | 458  |  | −1,7%  |

### Перепись 2010 года
По данным переписи 2010 года, в городе проживало 466 человек в 191 домохозяйствах в составе 130 семей. Плотность населения составила 449,8 чел./км². Было 213 квартир, средняя густота которых составляла 205,6/км². Расовый состав города: 95,1% белых, 4,1% индейцев, 0,2% азиатов, а также 0,6% двух или более рас. Доля испанцев и латиноамериканцев составляла 0,6% населения.
Из 191 домохозяйства 26,2% имели детей младше 18 лет, которые жили с родителями; 59,2% были супругами, жившими вместе; 6,3% имели хозяйку без мужчины; 2,6% имели хозяина без жены и 31,9% не были семьями. 28,3% домохозяйств состояли из одного человека, в том числе 16,7% в возрасте 65 лет и старше. В среднем на домохозяйство приходилось 2,36 человек, а средний размер семьи составлял 2,84 человека.
Средний возраст жителей города составил 48,2 лет. Из них 21,2% были в возрасте младше 18 лет; 7,5% — от 18 до 24 лет; 16,5% от 25 до 44 лет; 31,8% от 45 до 64 лет и 23% — 65 лет и старше. Половой состав населения: 50,4% — мужчины и 49,6% — женщины.
Средний доход на одно домашнее хозяйство составил 58 639 долларов США (медиана — 45 714), а средний доход на одну семью — 67 570 долларов (медиана — 51 964). За чертой бедности находилось 14,1% человек, в том числе 22,9% детей младше 18 лет и 4,2% лиц в возрасте 65 лет и старше.
Гражданское трудоустроенное население составляло 189 человек. Основные области занятости: образование, здравоохранение и социальная помощь — 21,7%, сельское хозяйство, лесничество, рыбалка — 17,5%, розничная торговля — 10,1%, публичная администрация — 10,1%.

### Перепись 2000 года
По данным переписи 2000 года, в городе проживало 523 человека в 197 домохозяйствах в составе 150 семей. Плотность населения составила 492,5 чел./км². Было 225 квартир, средняя густота которых составляла 211,9/км². Расовый состав города: 91,20% белых, 1,34% афроамериканцев, 1,91% индейцев, 1,34% азиатов, 0,76% других рас и 3,44% двух или более рас. Доля испанцев и латиноамериканцев составляла 0,76% населения.
Из 197 домохозяйств 33,5% имели детей младше 18 лет, которые жили с родителями; 67,5% были супругами, которые жили вместе и 23,4% не являлись семьями. 22,3% домохозяйств состояли из одного человека, в том числе 12,7% в возрасте 65 лет и старше. В среднем на домохозяйство приходилось 2,61 жителя, а средний размер семьи составил 3,05.
Возрастной состав населения: 29,8% младше 18 лет, 4,2% от 18 до 24 лет, 20,8% от 25 до 44 лет, 24,7% от 45 до 64 лет и 20,5% в возрасте 65 лет и старше. Средний возраст жителей — 42 года. Половой состав населения: 51,8% — мужчины и 48,2% — женщины.
Средний доход домохозяйств в городе составил 36 094 долларов США, семей — 40 000 долларов. Средний доход мужчин составил 30 625 долларов и 21 094 долларов у женщин. Доход на душу населения в городе составлял 15 450 долларов. Приблизительно 5,7% семей и 7,4% населения находились за чертой бедности, включая 11,1% младше 18 лет и 3,3% в возрасте 65 лет и старше.